# 菊池禎晃
菊池 禎晃（きくち よしあき、1995年7月22日 - ）は、宮崎県出身のサッカー選手。ポジションはMF。

## 経歴
日章学園高等学校時代には1年時に第90回全国高等学校サッカー選手権大会、3年時に第92回全国高等学校サッカー選手権大会に出場。90回大会ではチーム唯一のゴールを決めたが初戦敗退。92回大会ではチームのベスト8入りに貢献し、優秀選手にも選ばれた。
流通経済大学時代には流経大ドラゴンズ龍ヶ崎の一員としてJFLの試合に1試合出場した。
流経大卒業後、ドイツ5部リーグのFCヘンネフ05に加入した。
2019年6月、リーガプロ（ポルトガル2部リーグ）のレイションイスSCに加入した。10月12日に行われたカーザ・ピアACとの一戦で後半25分より出場し、リーグ戦デビューを果たした。